# Podogryllus charliesi
Podogryllus charliesi är en insektsart som beskrevs av Lucien Chopard 1934. Podogryllus charliesi ingår i släktet Podogryllus och familjen syrsor. Inga underarter finns listade i Catalogue of Life.